# Alexander McGillivray
Alexander McGillivray (1750-1793) fou líder dels Creek durant la Revolució Americana i treballà per a establir una identitat nacional creek, així com un lideratge centralitzar per tal de resistir l'expansió nord-americana al territori creek.
McGillivray va néixer a Hoboi-Hilr-Miko a Little Tallassee, Alabama als marges del riu Coosa. fill del comerciant i tramper escocès Lachlan McGillivray i de Sehoy Marchand, mestissa de creek i d'un militar francès. Educat a Charleston (Carolina del Sud), on va aprendre llatí i grec, va tornar amb el seu poble en començar la Revolució Americana, després que el govern de Geòrgia confisqués les propietats del seu pare, declarat lleialista, que va tornar a Escòcia.
També lleialista, era molt ressentit amb la política índia dels nord-americans. Esdevingué líder i portaveu per a totes les tribus de la frontera entre Florida i Geòrgia. El 1790 George Washington el convidà a la Conferència de la ciutat de Nova York de la que en resultà el Tractat de Nova York, intent de pacificar la frontera meridional. Fou resident a Pensacola i membre de la Maçoneria.